# Окулярник пальмовий
Окулярник пальмовий (Zosterops kulambangrae) — вид горобцеподібних птахів родини окулярникових (Zosteropidae). Ендемік Соломонових Островів.

## Опис
Довжина птаха становить 12 см. Верхня частина тіла зелена, нижня частина тіла оливково-жовта. Лоб чорний. Навколо очей білі кільця, які перетинають чорні смуги, що ідуть від дзьоба до очей. Дзьоб чорний, лапи жовтуваті.

## Поширення і екологія
Пальмові окулярники мешкають на островах архіпелагу Нової Джорджії, зустрічаються на Новій Джорджії, Коломбангарі, Вонавоні, Арунделі, Вангуну і Нґґатокае, а також на менших острівцях. вони живуть в рівнинних і гірських тропічних лісах на висоті до 1350 м над рівнем моря.